# Відслонення іризуючого лабрадориту
Відсло́нення іризу́ючого лабрадори́ту — геологічна пам'ятка природи місцевого значення в Україні. Розташована в межах Черняхівського району Житомирської області, при східній околиці смт Головине. 
Площа 0,1 га. Статус надано 1998 року. Перебуває у віданні ЗАТ Головинський кар'єр «Граніт». 
Створена з метою охорони частини західної стінки кар'єру в родовищі темного, зеленувато-сірого лабрадориту з крупними кристалами плагіоклазу, які відзначаються яскравою барвистою іридизацією.

## Галерея

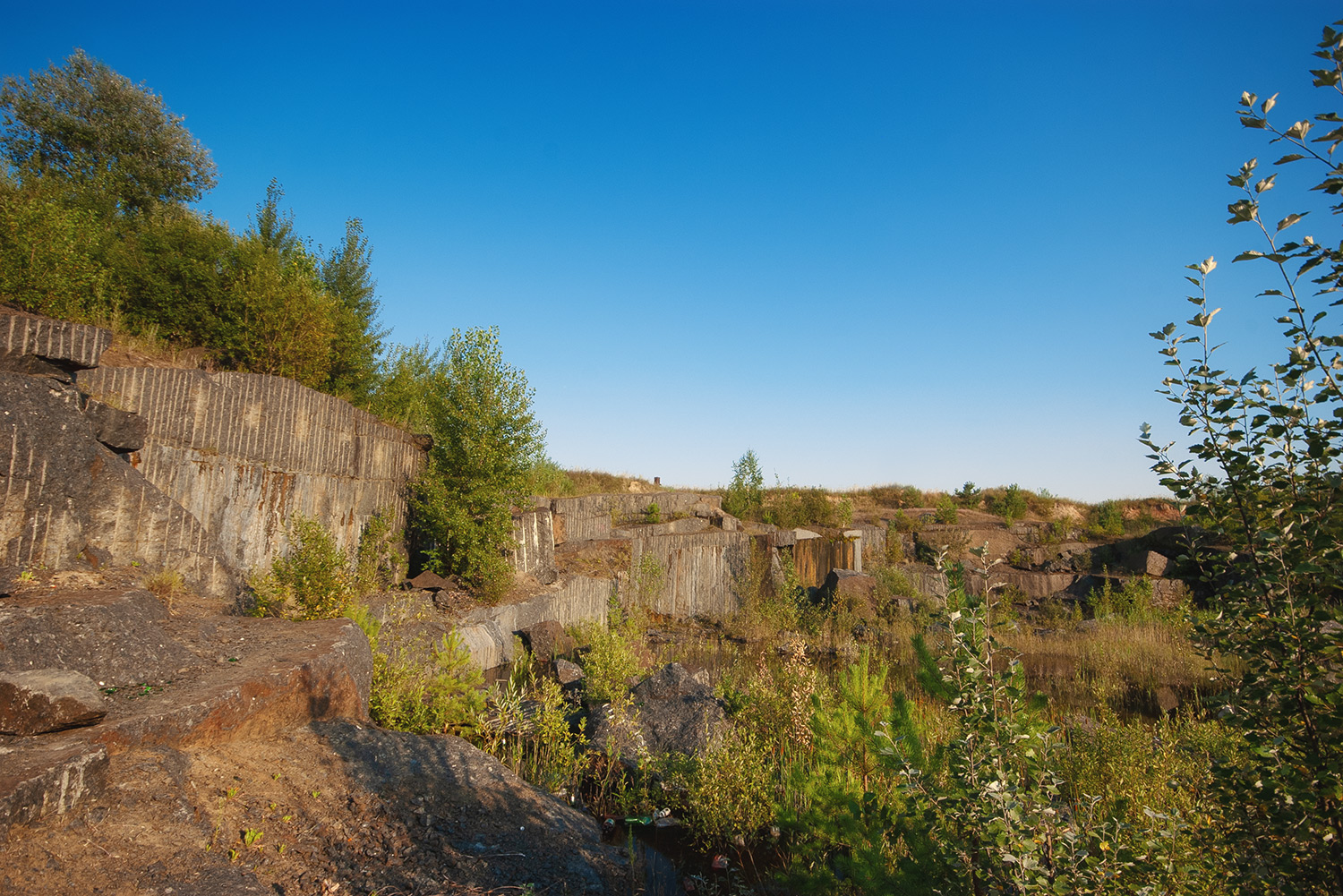
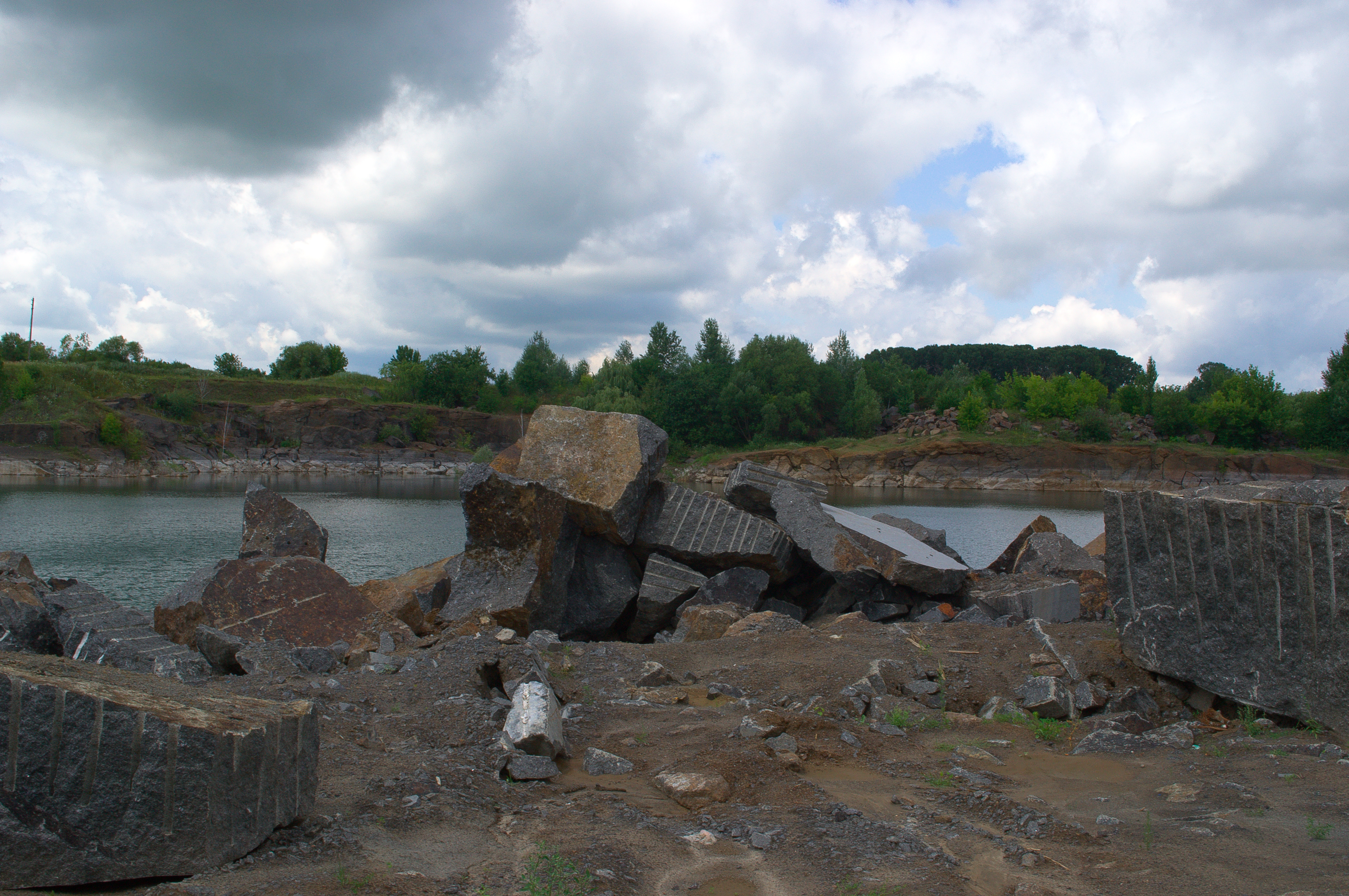
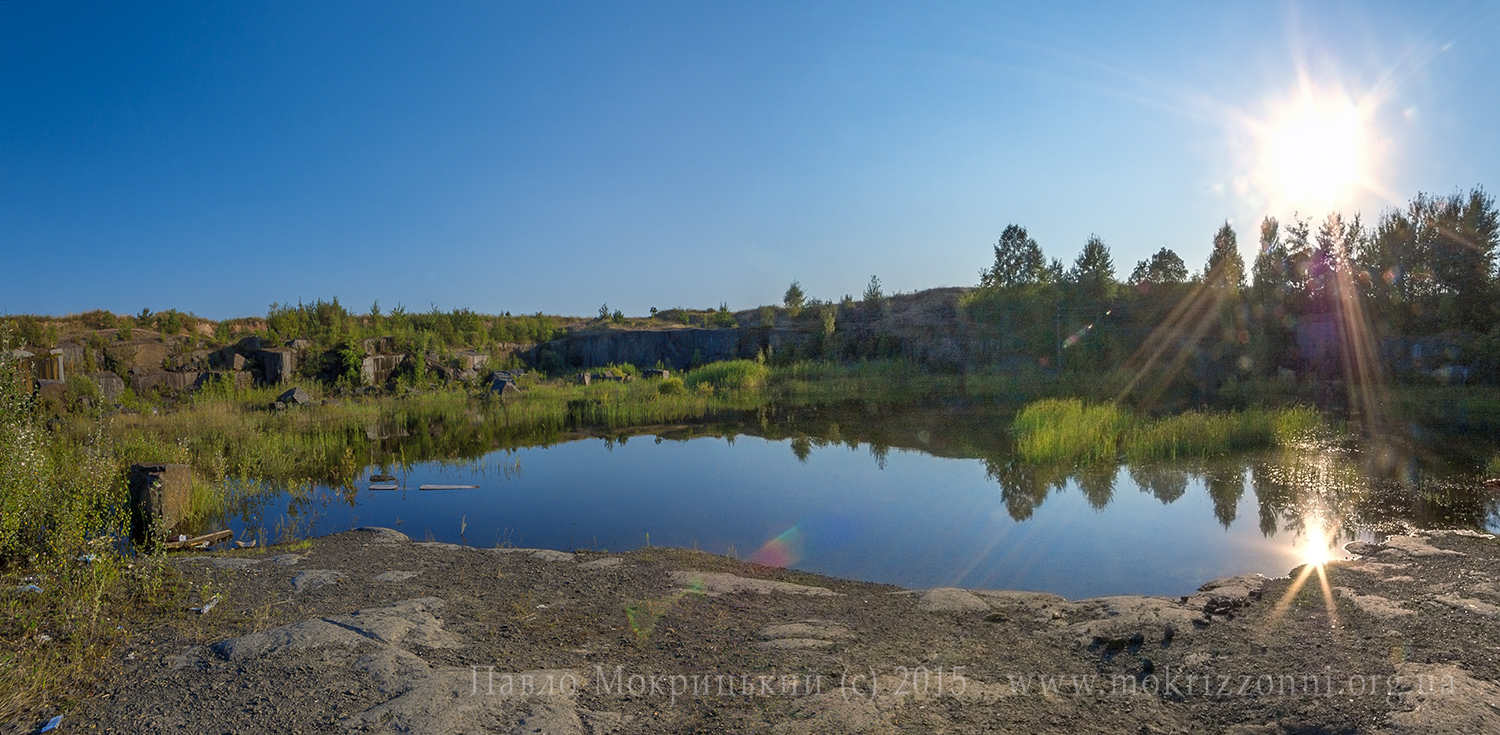